# Герб Сергіївки (Ємільчинський район)
Герб Сергі́ївки — офіційний символ села Сергіївка Ємільчинського району Житомирської області, затверджений 15 квітня 2013 р. рішенням № 166 XXI сесії Сергіївської сільської ради VI скликання.

## Опис
Щит перетятий на синє і золоте поля, в центрі — зелений щиток з трьома золотими колосками в стовп. На першому полі дві золоті сосни з срібними стовбурами, на другому чорна голова кабана. Щит обрамований золотим декоративним картушем і увінчаний золотою сільською короною.

## Значення символів
Сосни символізують села Сергіївку і Запруду, об'єднані в територіальну громаду. Голова кабана символізує рішучість, мужність, героїзм. Села оточує великий масив лісу Жужельського й Глумчанського лісництв, тому місцеві жителі займались полюванням.
Автори — Юрій Миколайович Куландін, Раїса Михайлівна Бондарчук.